# سعود مكبش
سعود مكبش لاعب كرة قدم سعودي ، يلعب في الظهير الأيمن في نادي حطين.

## مسيرة اللاعب
لعب مع نادي حطين و نادي الفيحاء و الحزم و نادي القيصومة و نادي التهامي , نادي الانتصار.